# Ummeliata insecticeps
Ummeliata insecticeps là một loài nhện trong họ Linyphiidae.
Loài này thuộc chi Ummeliata. Ummeliata insecticeps được Friedrich Wilhelm Bösenberg & Embrik Strand miêu tả năm 1906.

## Hình ảnh

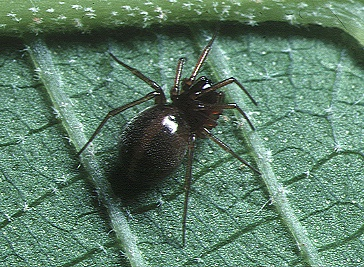